# مي ماكسويل
ماري "مي" مكسمويل (التي وُلدت بولس; 14 يناير 1870 في إنغلوود، نيوجيرسي؛ توفيت 1 مارس 1940 في بوينس آيرس، الأرجنتين) كانت عضوة مبكرة في الديانة البهائية في الولايات المتحدة.

## الحياة المبكرة
ماري إليس بولس وُلدت لوالديها جون بولس وماري مارتن بولس في إنغلوود، نيوجيرسي. أطلق عليها لقب "مي" لتمييزها عن والدتها. كانت مي من أصول إنجليزية. كانت عائلة بولس متميزة في مدينة نيويورك، حيث كانت تملك بنكًا ناجحًا في المدينة. عندما كانت في الرابعة عشر من عمرها، أُرسلت مي إلى إنجلترا للعيش مع أقاربها الإنجليز. لمدة عام، عاشت مي في كينسينغتون. أصبحت مي ذات ميل روحي كبير؛ وأُعطيت هدية الكتاب المقدس في عام 1885، التي دراستها وقراءتها يوميًا.
مع اقتراب مي من سن البلوغ، لاحظت عائلتها أنه قد حان الوقت لزواجها. فويب هيرست، التي كانت صديقة مقربة من والدتها، مولت حفلها الباذخ في ديبروتانته. تم "إظهارها" في واشنطن. كانت مي تعتبر من الجمال الكبير، ذات قوام صغير وعينين زرقاوين وشعر طويل فاتح، مما جذب العديد من الخُطّاب الذين كانوا يتوددون إليها. لكن رفض العديد من عروض الزواج أحبط عائلتها. تم تقديمها مرة أخرى إلى مجتمع نيو بورت على أمل أن تجد زوجًا. في هذه الفترة، وقعت مي في الحب وأصبحت مخطوبة، لكنها ألغت الخطوبة. دخلت مي في حالة من الاكتئاب، وكان ذلك الوقت الذي تدهورت فيه صحتها بشكل كبير.
في أواخر عام 1894، انتقلت مي إلى باريس مع والدتها وأخيها؛ الذي كان يدرس في مدرسة الفنون الجميلة. كانت والدتها لا تزال تأمل في زواجها، لكن مي كانت تكره المجتمع الباريسي. مرت فترات من الاكتئاب العميق والأرق، وكانت تفكر في دخول دير. في عام 1897، فقدت مي جدتها وابنة عمها التي كانت مقربة منها. وعند بلوغها السابعة والعشرين، أصبحت مي مهووسة بالموت وأصبحت طريحة الفراش، مما جعل العديد من أفراد عائلتها يعتقدون أنها ستفارق الحياة.

## الحج إلى عكا
في نوفمبر 1898، توقفت فويب هيرست، برفقة ابنتي شقيقتها وعدد من البهائيين مثل لويا جيتسينجر، في باريس قبل إتمام رحلتهم إلى الشرق. كانت هيرست مصدومة لرؤية مي البالغة من العمر 28 عامًا طريحة الفراش بسبب المرض المزمن الذي أصابها. دعوتها مي للسفر إلى الشرق معها، معتقدة أن تغيير الأجواء سيكون مفيدًا لصحتها. كما أطلعت جيتسينجر مي على هدف الرحلة؛ وهو الحج لزيارة رأس الديانة البهائية عبد البهاء. وصلت مي إلى عكا في فبراير 1899. كتبت عن المرة الأولى التي التقت فيها عبد البهاء قائلة: "من تلك المقابلة الأولى لا أستطيع تذكر لا فرح ولا ألم ولا أي شيء يمكنني تسميته".

## كبهائية
عادت مي إلى باريس وبدأت في تعليم ديانتها الجديدة، ولعبت دورًا كبيرًا في تقديم الديانة لعدة أشخاص أثناء وجودها في باريس. ساعدت في تحويل العديد من الأشخاص إلى البهائية، منهم تشارلز ميسون ريمي، هيبوليت دريفوس، لورا بارني (دريفوس)، الإنجليزي توماس بريكويل وجوليت تومسون. في عودتها، طلبت خمس من الحجاج الأصغر سنًا تصويرًا مخصصًا وأرسلته إلى عبد البهاء. وعند استلامه الصورة كتب له طابعًا موجّهًا لهم، سماهم فيه "الأوراق المقدسة الخمسة". قابلت مي صديقًا مقربًا من شقيقها ويليام ساذرلاند ماكسويل، كندي من أصل اسكتلندي، وتزوجا في عام 1902 في لندن. كان ويليام قد تم تقديمه إلى الديانة قبل زواجهما ولكنه لم يصبح بهائيًا إلا في عام 1909 بعد لقاء عبد البهاء. أنجب الزوجان طفلًا واحدًا، ابنة تُدعى ماري.
انتقل الزوجان إلى مونتريال، حيث أسست مي مركزًا بهائيًا في منزلها. قبل عام 1912، دعمت محكمة الأطفال في مونتريال، وكانت جهودها أساسية في الحفاظ على محطة حليب شارع كولبورن. في حوالي عام 1914، جلبت معلمة مونتيسوري من نيويورك إلى منزلهم في مونتريال لبدء أول مدرسة من هذا النوع في كندا. في مونتريال، استمرت مي في تحويل أشخاص مثل آرثر أرمسترونغ، روز هندرسون وابنة عم زوجها مارثا ماكبين. في عام 1912، زار عبد البهاء كندا وأقام مع عائلة ماكسويل. كانت مي إحدى المشاركين الأوائل في غرين أكير، أول مركز تدريبي بهائي في الولايات المتحدة. في عام 1927، كانت عضوًا في المجلس الروحي الوطني للولايات المتحدة وكندا.
في عام 1937، تغيرت حياتها بشكل جذري بعد أن تزوجت ابنتها ماري من شوقي أفندي، الذي كان حينها رئيس الديانة البهائية.

## الوفاة
على الرغم من صحتها الضعيفة، في 24 يناير 1940 قررت مي مغادرة نيويورك على متن سفينة بخارية إلى البرازيل، حيث كانت ستصل إلى الأرجنتين لتعليم الديانة مع ابنة شقيقتها، جان بولس. وصلت إلى بوينس آيرس في 27 فبراير بسعادة؛ ولكن في 1 مارس، توفيت مي بسبب أزمة قلبية. شوقي أفندي منحها صفة الشهادة وأرسل برقية قال فيها: "خادمة عبد البهاء المحبوبة، التلميذة المتميزة مي مكسمويل (مجمعة) إلى مجد مملكة أبهى. حياتها الأرضية، الغنية بالأحداث، المباركة بلا مثيل، انتهت بشكل لائق. إلى الرابط المقدس الذي صنعته خدماتها المتميزة، تم إضافة الشرف الثمين لشهادة الموت. التاج المزدوج الذي استحقته بجدارة. خطة السنوات السبع، وبشكل خاص حملة أمريكا الجنوبية، حصلت على دفعة جديدة من خلال مثال تضحيتها المجيد. تم إثراء النقطة الجنوبية في الإيمان بشكل كبير من خلال ارتباطها بمكان دفنها التاريخي الذي سيظل تذكيرًا مؤثرًا للمسيرة الحاسمة للجيش المنتصر لعبد البهاء".

## الملاحظات
1. 1 2 3 4 5 6  Smith، Peter (2002). A Concise Encyclopedia of the Baháʼí Faith. Oxford, UK: Oneworld Publications. ص. 242. ISBN:1-85168-184-1.
2. 1 2 3 4 5 6  "May Maxwell (1870-1940)". Baháʼí Community of Canada. مؤرشف من الأصل في 2018-01-23. اطلع عليه بتاريخ 2018-01-22.
3. ↑  Hogenson، Kathryn J. (2010)، Lighting the Western Sky: The Hearst Pilgrimage & Establishment of the Baha'i Faith in the West، George Ronald، ISBN:978-0-85398-543-3
4. ↑  Nakhjavani, Violette (1996). Maxwells of Montreal, The. George Ronald. ص. 46–51. ISBN:978-0-85398-551-8.
5. ↑  Nakhjavani, p.47
6. ↑  Hogenson, p.58
7. 1 2 3 4 5 6  Van den Hoonaard, Willy Carl (1996). The Origins of the Baháʼí Community of Canada, 1898-1948. Wilfrid Laurier University Press. ص. 36–39. ISBN:0-88920-272-9.
8. ↑  Nakhjavani, p.52
9. ↑  Hogenson, p.60
10. ↑  Nakhjavani, p.70